# Katie Cassidy
Katherine Evelyn Anita "Katie" Cassidy (n. 25 noiembrie 1986, Los Angeles, California, SUA) este o actriță americană. Ea a jucat roluri în serialele Supernatural (2007–2008), Melrose Place (2009–2010), and Gossip Girl (2010 și 2012), Harper's Island (2009); și a apărut în filme ca When a Stranger Calls (2006), Black Christmas (2006), Taken (2008), A Nightmare on Elm Street (2010) and Monte Carlo (2011). Din 2012 până în prezent ea joacă rolul lui Laurel Lance în serialul televizat la The CW - Arrow.

## Filmografie

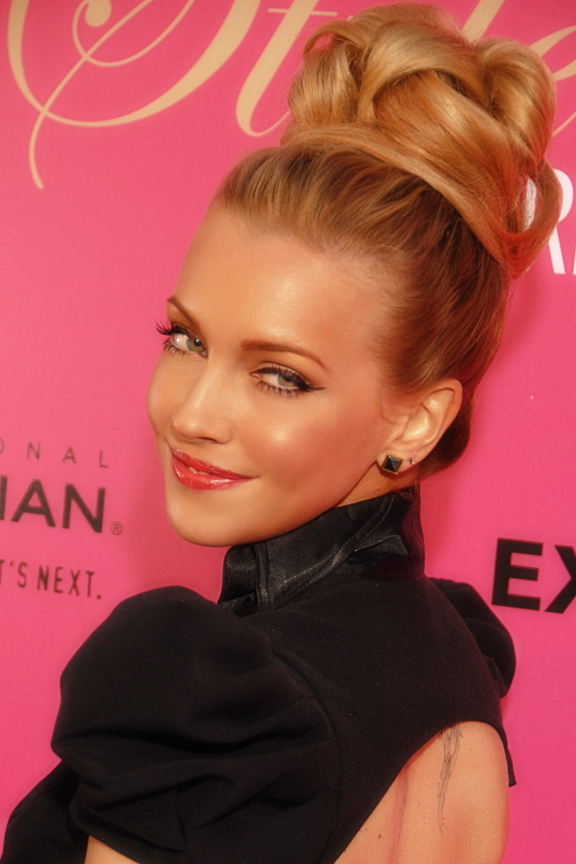
Katie Cassidy la ”The 6th Annual Hollywood Style Awards” din Beverly Hills, California pe 10 octombrie 2009

| An   | Titlu                     | Rol                             | Note            |
| ---- | ------------------------- | ------------------------------- | --------------- |
| 2006 | When a Stranger Calls     | Tiffany Madison                 |                 |
| 2006 | The Lost                  | Dee Dee                         |                 |
| 2006 | Click                     | Samantha Newman at 27 years old |                 |
| 2006 | Black Christmas           | Kelli Presley                   |                 |
| 2007 | Spin                      | Apple                           |                 |
| 2007 | Live!                     | Jewel                           |                 |
| 2007 | Walk the Talk             | Jessie                          |                 |
| 2008 | Taken                     | Amanda                          |                 |
| 2010 | A Nightmare on Elm Street | Kris Fowles                     |                 |
| 2011 | Monte Carlo               | Emma Perkins                    |                 |
| 2013 | Kill for Me               | Amanda Rowe                     | Direct-to-video |
| 2014 | The Scribbler             | Suki                            |                 |

| An           | Titlu                      | Rol                             | Note                                    |
| ------------ | -------------------------- | ------------------------------- | --------------------------------------- |
| 2003         | The Division               | Young CD                        | Episodul: "Oh Mother, Who Art Thou?"    |
| 2005         | Listen Up!                 | Rebecca                         | Episodul: "Snub Thy Neighbor"           |
| 2005         | 7th Heaven                 | Zoe                             | 4 episoade                              |
| 2005         | Sex, Love & Secrets        | Gabrielle                       | 2 episoade                              |
| 2007–2008    | Supernatural               | Ruby                            | Rolul principal (sezonul 3); 6 episoade |
| 2009         | Harper's Island            | Patricia "Trish" Wellington     | Miniserial; 13 episoade (1 uncredited)  |
| 2009–2010    | Melrose Place              | Ella Simms                      | Rolul principal; 18 episoade            |
| 2010, 2012   | Gossip Girl                | Juliet Sharp                    | 12 episoade (1 necreditat)              |
| 2011         | The Celebrity Apprentice 4 | Ea însăși                       | Episodul: "Pepperoni Profit"            |
| 2011         | New Girl                   | Brooke                          | Episodul: "Wedding"                     |
| 2011         | Georgetown                 | Nikki Belmington                |                                         |
| 2012–prezent | Arrow                      | Laurel Lance                    | Rolul principal                         |
| 2015         | The Flash                  | Dinah Laurel Lance/Black Canary | Episodul: "Who Is Harrison Wells?"      |